# (15198) 1940 GJ
(15198) 1940 GJ este un asteroid din centura principală, care a fost descoperit la 5 aprilie 1940, de astronoma finlandeză Liisi Oterma, la Observatorul Astronomic din Turku (Finlanda).